# Nubeculopsis
Nubeculopsis es un género de foraminífero bentónico de la subfamilia Nubeculinellinae, de la familia Nubeculariidae, de la superfamilia Cornuspiroidea, del suborden Miliolina y del orden Miliolida. Su especie tipo es Nubeculopsis queenslandica. Su rango cronoestratigráfico abarca el Holoceno.

## Discusión
Clasificaciones más recientes incluyen Nubeculopsis en la superfamilia Nubecularioidea.

## Clasificación
Nubeculopsis incluye a la siguiente especie:
- Nubeculopsis queenslandica

Otras especies consideradas en Nubeculopsis son:
- Nubeculopsis bilobiformis, de posición genérica incierta
- Nubeculopsis panayana, de posición genérica incierta